# Tom De Cock
Tom De Cock (Schoten, 23 september 1983) is een Belgische radio-dj, televisiepresentator en schrijver.

## Radio
In 2008 werd hij radiopresentator bij Donna, waarbij hij op zaterdag het blok van 15 uur tot 20 uur voor zijn rekening nam. Na het stopzetten van Donna in 2009, ging De Cock aan de slag bij MNM met zijn avondpraatprogramma De Cock Late Night en het weekendprogramma Weekend De Cock. Sinds het najaar van 2012 presenteerde hij er tijdens de avondspits Planeet De Cock.
De Cock was bij MNM ook het gezicht van de jaarlijkse wedstrijd De Strafste School van Vlaanderen, waarin middelbare scholen het tegen elkaar opnemen. Hij was bovendien in 2013, 2014 en 2015 samen met Peter Van de Veire presentator van Marathonradio, waarbij beide dj's elkaar om de 24 uur achter de microfoon aflosten om studenten tijdens de blokperiode te steunen. In 2016 was dit Tom De Cock samen met Peter Van de Veire en Julie Van den Steen. Ze wisselden elkaar om de 12 uur af.
In juni 2020 verliet De Cock MNM. Medio 2021 werd hij presentator op Qmusic. Daar presenteert hij elke weekavond het programma Club De Cock, dat luisteraars uitnodigt om rechtstreeks naar de studio te bellen om verhalen te delen of eender welke muziek aan te vragen. Hij vormt er een vast duo met sidekick Naomi Vanderpoorten.
Vanaf het najaar van 2025 verhuist De Cock naar JOE, waar hij samen de avondspits presenteert met Rani De Coninck.

## Podcasts
De Cock is ook stem en maker van een aantal podcasts. In 2021 en 2022 was hij ambassadeur en presentator van de podcast Universiteit van Vlaanderen. Hij maakte vanaf 2019 ook vier seizoenen van de boekenpodcast Groen Gebladerte voor Radio 1. In 2022 en 2023 was hij gastheer van de podcast Meet The Z's voor JEZ!, het jongerenproject van DPG Media.

## Televisie
De Cock startte zijn carrière als medewerker achter de schermen van de televisie, initieel als freelance-productieassistent, vervolgens als publieksopwarmer en applausmeester voor programma's van de VRT en VTM, zoals Steracteur Sterartiest, Peter Live, Eurosong en Zo is er maar één. Hij doet dat werk nog occasioneel. Na zijn studies was hij kortstondig bij ATV actief.
De Cock is ook regelmatig te horen als voice-over bij tv-programma's. In 2015 werd hij voor een tijdje de vaste stem van het dagelijkse magazine Iedereen beroemd op Eén. In 2024 is hij de stem van onder andere First Dates op VRT1 en Sterregem op VTM.
Voor OP12 maakte De Cock eind september 2012 een programma voor tieners rond de lokale verkiezingen. Het programma liep een week. Aan het einde van de week volgde een liveshow op Eén over de invloed van het lokale beleid op jongeren.
De Cock gaf samen met André Vermeulen commentaar bij het Eurovisiesongfestival in 2013. In 2010, 2011 en 2012 deed hij dat ook al bij het Junior Eurovisiesongfestival.
Toen tijdens de covid-lockdowns van 2020 de Antwerpse Boekenbeurs niet kon doorgaan, interviewde De Cock bij wijze van alternatief aanbod 300 verschillende auteurs tijdens een livestream voor VRT MAX, vanuit Antwerp Expo. Het programma kreeg de naam Boekenmarathon. Er volgden nog twee seizoenen van hetzelfde concept, onder de naam Boekathon.
In het najaar van 2022 was hij presentator van Kennismakers op Eén, een programma over wetenschap.

## Persoonlijk
De Cock werd als bakkerszoon geboren in Schoten bij Antwerpen. Hij groeide echter voornamelijk op bij zijn grootouders in Rotselaar, waar hij de richting Latijn-Moderne Talen volgde aan het Montfortcollege Rotselaar. Daarna volgde hij enkele maanden de richting film aan het Sint-Lucasinstituut, maar beëindigde die voortijdig. Onder meer op aanraden van Andrea Croonenberghs ging hij wat later Germaanse Talen studeren, wat hij combineerde met zijn werk als opwarmer en applausmeester. Hij behaalde een licentiaatsdiploma in de Germaanse Talen Nederlands en Engels aan de KU Leuven.
Hij veroorzaakte op 12 september 2011 commotie met de opmerking uit eigen naam dat het verbod op bloeddonatie door homoseksuelen "dwaas en homofoob" is. Hij werd later door Rode Kruis-Vlaanderen voor de rechtbank gedaagd omdat hij alsnog bloed gedoneerd had, maar door de Raadkamer buiten vervolging gesteld.
In 2014 en 2015 was De Cock ambassadeur van holebi-jongerenorganisatie Wel Jong Niet Hetero. Hij was in 2019 ambassadeur van Warme William, een organisatie die zich inzet voor het mentale welzijn van kinderen en jongeren in Vlaanderen.
Op 6 augustus 2010 is De Cock getrouwd. In 2014 adopteerden De Cock en zijn echtgenoot een meisje. Sinds 2021 zijn zijn man en hijzelf ook ondersteunende pleegouders van een pleegzoon. Samen met Dina Tersago is De Cock sinds 2023 ambassadeur voor Pleegzorg Vlaanderen.
De Cock was fellow van de opleiding Taal- en Letterkunde van de KU Leuven, maar gaf die ambassadeursrol in 2024 terug, uit protest tegen het bezoek van paus Franciscus aan de universiteit. Hij werd daarop uitgenodigd om op de opening van het academiejaar van de VUB zijn standpunt te komen toelichten.

## Schrijver
Op 16-jarige leeftijd schreef De Cock zijn eerste boek, De Openbaring, een profetie, een horrorverhaal. In 2016 schreef hij over het traject van hem en zijn partner als adoptievaders.
In 2021 volgde een adolescentenroman, Lily. Met dat laatste boek won hij in 2022 het Beste Boek voor Jongeren in de categorie "Oorspronkelijk Nederlands".
In 2022 verscheen het vervolg Lily: Storm en in 2024 het derde deel Lily Staal.
In 2026 zou het vierde en laatste deel uit de reeks verschijnen.